# 台灣當代一年展
台灣當代一年展 （英語：Taiwan Annual）簡稱一年展，是由台灣視覺藝術協會（又稱視盟，AVAT）所舉辦的當代藝術形態展覽，前身為自2002年至2015年間所通稱的台灣藝術家博覽會（Artist Fair Taiwan）。
從2016年起以國際藝術展覽經常使用的「雙年展」、「三年展」之呼應方式，更名為「台灣當代一年展 Taiwan Annual」，目標在與所謂「藝術博覽會」做出區隔，一年展的展出方式於2019年已舉辦至第四屆。

## 歷屆展覽資訊
| 屆數 | 年份 | 地點           | 舉辦日期                    |
| ---- | ---- | -------------- | --------------------------- |
| 一   | 2016 | 花博公園爭艷館 | 2016年9月10日-2016年9月16日 |
| 二   | 2017 | 花博公園爭艷館 | 2017年9月16日-2017年9月24日 |
| 三   | 2018 | 花博公園爭艷館 | 2018年9月29日-2018年10月7日 |
| 四   | 2019 | 花博公園爭艷館 | 2019年8月31日-2019年9月8日  |
| 五   | 2020 | 花博公園爭艷館 | 2020年9月11日-2020年9月20日 |

## 相關連結
- 關渡雙年展
- 臺北雙年展
- 大臺北當代藝術雙年展
- 基隆港口藝術雙年展
- 臺灣美術雙年展
- 亞洲藝術雙年展
- 雙年展